# Ronde van Qinghai
De Ronde van Qinghai (Tour of Magnificent Qinghai) is een meerdaagse wielerwedstrijd in de provincie  Qinghai in de Volksrepubliek China.
De Ronde van Qinghai wordt sinds 2002 georganiseerd en maakt sinds 2005 deel uit van de UCI Asia Tour, waarin het een 2.HC-status heeft. De ronde wordt in juli gereden, gelijktijdig met de Ronde van Frankrijk. De Ronde werd eenmaal door een Nederlander gewonnen, namelijk door Maarten Tjallingii in 2006. Tot en met 2024 heette de wedstrijd Ronde van het Qinghaimeer, maar ging nadien verder als Ronde van Qinghai. Wegens toeristische sponsorredenen werd daar nog Magnificent aan toegevoegd.

## Erepodium
| Jaar | Winnaar                                 | Tweede                                  | Derde                                   |
| ---- | --------------------------------------- | --------------------------------------- | --------------------------------------- |
| 2002 | Tom Danielson                           | Glen Chadwick                           | Xavier Tondó                            |
| 2003 | Damiano Cunego                          | Ghader Mizbani                          | Guozhang Wang                           |
| 2004 | Ryan Cox                                | Ghader Mizbani                          | Jeff Louder                             |
| 2005 | Martin Mareš                            | Kairat Baigudinov                       | Valerio Agnoli                          |
| 2006 | Maarten Tjallingii                      | Hossein Askari                          | Nacor Burgos                            |
| 2007 | Gabriele Missaglia                      | Daniel Lloyd                            | Francisco Mancebo                       |
| 2008 | Tyler Hamilton                          | Marek Rutkiewicz                        | Hossein Askari                          |
| 2009 | Andrej Mizoerov                         | Ghader Mizbani                          | Mitja Mahorič                           |
| 2010 | Hossein Askari                          | Radoslav Rogina                         | Kiel Reijnen                            |
| 2011 | Gregor Gazvoda                          | Dmitri Groezdev                         | Mateusz Taciak                          |
| 2012 | Hossein Alizadeh                        | Cameron Wurf                            | Giovanny Báez                           |
| 2013 | Mirsamad Poorseyedigolakhour            | Jevgeni Nepomnjatsjsji                  | Daniil Fominykh                         |
| 2014 | Ilja Davidenok                          | Mychajlo Kononenko                      | Thomas Vaubourzeix                      |
| 2015 | Radoslav Rogina                         | Hossein Alizadeh                        | Francisco Hernandez                     |
| 2016 | Serhij Lahkoeti                         | Matej Mugerli                           | Vitalij Boets                           |
| 2017 | Jonathan Monsalve                       | Mauricio Ortega                         | Björn Thurau                            |
| 2018 | Hernán Aguirre                          | Hernando Bohórquez                      | Radoslav Rogina                         |
| 2019 | Robinson Chalapud                       | Óscar Sevilla                           | Benjamin Dyball                         |
| 2020 | niet verreden vanwege de coronapandemie | niet verreden vanwege de coronapandemie | niet verreden vanwege de coronapandemie |
| 2021 | Zhishan Zhang                           | Xin Peng                                | Tiantian Hu                             |
| 2022 | Jiankun Liu                             | Zhishan Zhang                           | Yutao Shen                              |
| 2023 | Henok Mulubrhan                         | Eric Antonio Fagúndez                   | Davide Baldaccini                       |
| 2024 | Jefferson Cepeda                        | Guillermo Thomas Silva                  | Manuele Tarozzi                         |
| 2025 | Henok Mulubrhan                         | Guillermo Thomas Silva                  | Harold Martín López                     |

### Overwinningen per land
| Overwinningen | Land                                                                                |
| ------------- | ----------------------------------------------------------------------------------- |
| 3             | Iran                                                                                |
| 2             | China, Colombia, Eritrea, Italië, Verenigde Staten                                  |
| 1             | Ecuador, Kazachstan, Kroatië, Nederland, Slovenië, Tsjechië, Venezuela, Zuid-Afrika |

2002 ·
2003 ·
2004 ·
2005 ·
2006 ·
2007 ·
2008 ·
2009 ·
2010 ·
2011 ·
2012 ·
2013 ·
2014 ·
2015 ·
2016 ·
2017 ·
2018 ·
2019 ·
2020 ·
2021 ·
2022 ·
2023 ·
2024 ·
2025